# Sunchales
Sunchales es una localidad agroindustrial del departamento Castellanos, en la provincia de Santa Fe, Argentina. Dista 135 km de la ciudad de Santa Fe y 270 km de Rosario. Se ubica a la vera de la Ruta Nacional 34.
Es la capital nacional del cooperativismo, por las importantes cooperativas asentadas en el lugar que acopian e industrializan la rica producción agrícola y ganadera de la zona. Allí tiene sede la cooperativa láctea SanCor y la cooperativa financiera Grupo Sancor Seguros.
La línea ferroviaria tendida originalmente por el FCBAyR en su extensión a Tucumán (posteriormente fusionado con el FCCA) que une al puerto de Rosario con el Noroeste argentino fue uno de los factores fundamentales en el desarrollo de la ciudad. Sunchales es aún hoy una importante escala en el recorrido del servicio de tren "El Tucumano" (operado por Trenes Argentinos Operaciones) y la carguera Nuevo Central Argentino.
Su población actual es mayoritariamente descendiente de italianos (en su inmensa mayoría piamonteses) y alemanes, llegados hacia fines del siglo XIX y comienzos del siglo XX. Esa circunstancia ha motivado que actualmente se establezcan fuertes vínculos con Italia y Alemania, confirmado esencialmente a través del hermanamiento producido entre Sunchales y Rivarolo Canavese, localidad de la provincia de Turín, región del Piamonte, desde el 29 de abril de 2000.

## Toponimia
"Sunchales" deriva etimológicamente de un arbusto conocido con el nombre de suncho, o también chilca, (Flourensia campestris), ya que en el siglo XVIII existían agrupaciones (sunchales) de tal arbusto en la región.

## Historia
El 11 de abril de 1796 fue creado el Fuerte de los Sunchales, el que, junto a otros, formaban una línea que tenía como objetivo cerrar el avance de las naciones originarias y a la vez reguardar el mercurio que proveniente  de Almadén (España) era llevado desde Buenos Aires, siguiendo la ruta al Alto Perú, para la explotación de las minas de plata.
Este fuerte custodiaba al pueblo de los Sunchales que, en esa época contaba con 1.113 hab.
Sin embargo, en 1812, cuando Manuel Belgrano inició su campaña al Paraguay, este Fuerte quedó débil y la incursión ofensiva del originario se encargó de llevarlo a su desaparición. De esa manera pasó a ser historia el Fuerte de los Sunchales -o también llamarlo la Virreyna- que teniendo en cuenta la cantidad de los soldados asignados, como armamento para su defensa, era considerado de primera categoría en las líneas de avanzadas contra los malones.

### Primera colonización
Los primeros colonos llegaron el 15 de enero de 1867, estableciéndose así la primera colonización de los Sunchales, siendo Gobernador de la provincia de Santa Fe el Dr. Nicasio Oroño. Esto fue un muy buen comienzo.

### Segunda colonización
El 18 de noviembre de 1871 -cuando la provincia de Santa Fe era gobernada por el Dr. Mariano Cabal- el belga Carlos de la Mot llevó a cabo la segunda colonización con inmigrantes italianos, franceses, suizos, ingleses, españoles, alemanes y algunos belgas.
Cabe mencionar que tanto la primera como la segunda fracasaron debido, fundamentalmente, al desmantelamiento de las defensas del Fuerte, a lo que se le sumaron: malas cosechas, escasez de alimentos, gran desorganización administrativa y social y permanentes defensas de los originarios de su nación.

### Tercera y definitiva colonización
Durante el último lustro del siglo XIX, Carlos Christiani emprendió la repoblación de Sunchales -en lo que es su actual emplazamiento- junto a las vías del ferrocarril y a poco más de 2 km al este del antiguo Fuerte.
Por su parte, el Agrimensor Carlos Steigleder se encargó de la mensura de la incipiente Colonia y una vez finalizada ésta, viajó a Santa Fe para realizar los trámites relacionados con la aprobación de los planos respectivos, por parte del Departamento Topográfico de la provincia de Santa Fe.
Debe señalarse que si bien los organizadores del nuevo pueblo eran de origen alemán, las primeras familias de inmigrantes que arribaron en 1884 a estas tierras venían de España e Italia.
Recién el 19 de octubre de 1886, durante la gobernación del Dr. José Gálvez- oficialmente fueron aprobados los planos de la colonia y el pueblo que, a partir de entonces, se llamaría Sunchales.

### Creación de la Comuna
- 30 de marzo de 1889

### Creación del municipio
- Creación del municipio: El 19 de octubre de 1967, al celebrar el 81.er aniversario de su fundación, fue declarada ciudad, mediante Ley N.º 06360. Se proclama asueto administrativo en dicha fecha para todo el personal municipal, con motivo de los actos oficiales y festejos de la fundación de la ciudad de Sunchales.[5]

## Población
Cuenta con 23,416 habitantes (Indec, 2022), lo que representa un incremento del 9.91% frente a los 21,304 habitantes (Indec, 2010) del censo anterior.
| Gráfica de evolución demográfica de Sunchales entre 1960 y 2022 |
|                                                                 |
| Fuente: censos nacionales del INDEC                             |

## Barrios de la ciudad
La siguiente es una lista ordenada alfabéticamente de los 10 barrios que componen la ciudad:

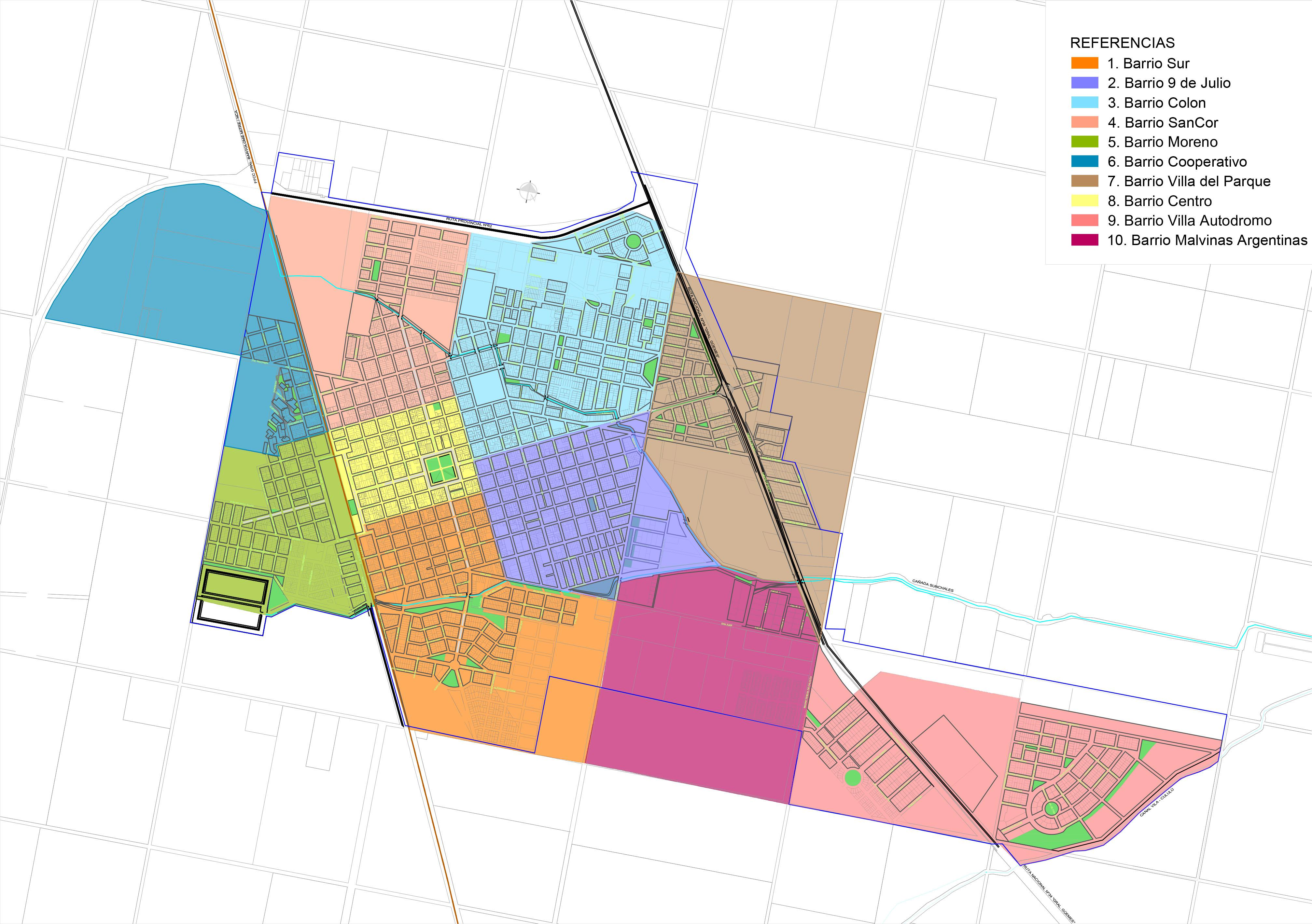
Delimitación de los barrios de la Ciudad de Sunchales

- 9 de Julio
- Centro
- Colón
- Cooperativo
- Malvinas Argentinas
- Moreno
- Sancor
- Sur
- Villa Autódromo
- Villa del Parque

## Símbolos
- Marcha-canción "Ciudad de Sunchales": Si bien la misma fue creada años anteriores, se oficializó el 19 de septiembre de 1985 mediante la Ordenanza N.º 501/85. Es ejecutada y entonada en todos los actos cívicos ya sea en los distintos establecimientos educacionales de la ciudad como asimismo en la plaza pública que recibe en esos días patrios importante congregación de público. Su letra pertenece al escritor Mario R. Vecchioli y su música al compositor Sebastián Rainone, quien fuera director de la banda de música municipal de Sunchales durante más de 30 años.[9][10]

Fue en los días que sobre la pampa
desatado corría el malón,
el Fortín levantó su mangrullo
y el trabajo cantó su ilusión.
Por un rumbo de gringos y chacras
fue avanzando la gesta rural
y Sunchales se puso en camino
desde el fondo del rubio trigal.
El presente es orgullo del pueblo
el mañana entre todos se hará,
el destino lo forjan los hombres
y Sunchales no se detendrá.
Adelante, adelante, Sunchales
que en los días del tiempo sin fin,
el asombro verá cómo crece
la ciudad donde hubo un Fortín.
Corazón de la vasta llanura
que se nombra en la gracia del pan,
un latido grandioso estremece
sus jornadas de límpido afán.
Ya Sunchales no es sólo un gran sueño
sino un canto vibrante y real,
una inmensa columna que avanza
firmemente a su meta triunfal.
- Escudo de Sunchales: Diseñado por la Junta Heráldica de Buenos Aires.[12] Se desconoce su año de creación, pero desde  tiempos remotos se encuentra en el frente del palacio municipal sobre la puerta principal, y su situación se regularizó el 2 de septiembre de 1991. Mediante la Ordenanza N.º 806/1991 se adopta como escudo oficial de la Municipalidad  de Sunchales. El escudo está compuesto de diversos elementos cuya descripción heráldica indica su relación con la historia de la localidad y la de la República Argentina. Los tres juncos son los que a Sunchales dieron su nombre y su número indica los tres primeros pozos que abastecieron de agua a los pioneros que se asentaron. El cañón que distingue a la ciudad a lo largo y ancho del país, es el que ayudó a los pobladores a defenderse del salvaje malón y que ahora se conserva en la plaza Libertad. La  corona mural de tres almenas es la que le corresponde  como ciudad –fortín, que sirvió de avanzada en la lucha contra el aborigen. Los dos blandengues que le sirven de sostén representan al Cuerpo Militar que tuvo asiento en el Fortín de los Sunchales y que se destacó protegiendo a aquella primera comunidad. Del Escudo Nacional se adoptó los  laureles  de  la  gloria  que  rodean  el  óvalo,  y  la  cinta  con  los  colores  patrios  que  une ambas ramas.[13] Sus características son:
  1. Forma: Elipse filiera de sable.  Trae en campo único sobre tapiz de plata en palo un lema toponímico de letras capitales de sable, una corona de su color con tres torres almenadas nueve ventanas abiertas, un escusón cuadrilongo apuntado cortado tapiz de azur en el primer cuartel cargado con un cañón antiguo de su color virolas de plata por tres dirigido a la diestra, tapiz de sinople en el segundo cuartel con tres mazorcas de sable foliadas de lo mismo, como soportes dos soldados con uniforme español siglo XIX de sable cinturón de plata, simétricos sosteniendo una lanza de lo mismo.Escudo de la Ciudad de Sunchales

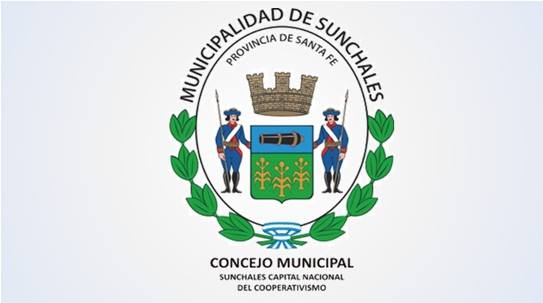
Escudo de la Ciudad de Sunchales

  2. Ornamentos: En corona abierta dos ramos de laurel foliados de sinople por cuatro, unidos por lo bajo con una cinta terciada en faja de azur celeste y plata en moño simple. En orla superior un lema toponímico de letras capitales romanas de sable.
  3. Simbología:
    - El escusón recuerda el antiguo fuerte que custodiaba los Sunchales soportado por los blandengues que lo habitaban.
    - La corona simboliza su calidad de ciudad.
    - Los laureles el recuerdo de las glorias y triunfos conseguidos.
    - El moño con los colores patrios su pertenencia a la nación.[11]

  4. Leyenda: El 4 de abril de 2011, mediante la Ordenanza N.º 2065/2011, se le agregó al pie del mismo, el texto:   "Sunchales Capital Nacional del Cooperativismo"[14]

- Bandera de Sunchales: Se oficializó el 19 de junio de 2007 mediante la Ordenanza N.º 1762/2007. La misma fue diseñada por Eloísa Noralí Ponte y elegida en el concurso “Sunchales quiere tener su bandera”. La misma fue seleccionada por un jurado  que   contó con la colaboración de un especialista en vexilología para la toma de la decisión final. Junto con el escudo municipal son símbolos oficiales de la ciudad de Sunchales y como tal se dispone que será enarbolada en todos los edificios y dependencias municipales.[15]Con respecto a su simbolismo:Bandera de la Ciudad de Sunchales

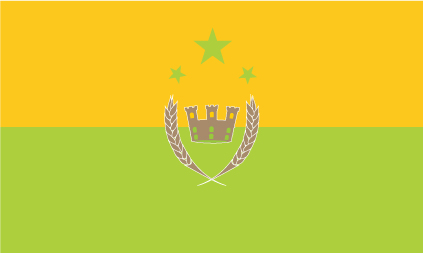
Bandera de la Ciudad de Sunchales

  - Las espigas de trigo: Son históricamente uno de los mayores símbolos de los campos y de la zona en general, alude a la prosperidad y riqueza.
  - El fuerte central: Símbolo de fortaleza, esfuerzo y el trabajo arduo de los antecesores en esta tierra, gracias al cual, hoy Sunchales es una ciudad reconocida por su trabajo y sus logros. Además, representa la unidad con el otro símbolo de la ciudad: su escudo.
  - Las estrellas: Lass estrellas menores simbolizan los dos intentos de colonización de la tierra antes del establecimiento definitivo, representado aquí por la estrella mayor. Las estrellas tienen el color de la esperanza, sentimiento que sin duda había que embargar a aquellos que soñaron ver a esta tierra pujante y próspera.
  - Los colores: La bandera cuenta con dos colores predominantes. El verde representa la llanura típica del paisaje y está en consonancia con las estrellas haciendo alusión a una tierra de proyectos y esperanza. El color oro de la parte superior representa el cielo iluminado de la colonización definitiva. Ambos colores se dividen horizontalmente con la intención de representar el paisaje llano que se besa con el cielo en el horizonte.[11]

## Deportes
La localidad posee varias instituciones deportivas. 
- El Club Deportivo Libertad fue fundado el 25 de mayo de 1910. Posee dos actividades profesionales, el básquet y el fútbol. Por otro lado en esta institución se llevan a caabo gran cantidad de disciplinas amateur y eventos sociales como obras de teatros, recitales, fiestas. Su principal actividad es el básquet, siendo que participó en la Liga Nacional y obtuvo varios títulos profesionales, tanto a nivel local como internacional.[16]
- El Tiro Federal Argentino de Sunchales nació el 18 de septiembre de 1911. Desde su fundación el objetivo principal fue el desarrollar el deporte del tiro, respaldando al que fuera el primer deporte Olímpico. También se enfocó hacia la enseñanza y aprendizaje del manejo y el respeto por las armas bajo su lema "Aquí se aprende a defender la Patria". Las prácticas de Tiro Deportivo o Tiro Olímpico se mantienen vigentes en las disciplinas de Carabina Neumática, Carabina .22, Pistola Neumática y Pistola .22, contando con la correspondiente habilitación del Renar para la organización de eventos.[17]
- El Sunchales Cicles Club fue creado el 28 de febrero de 1948. Su objetivo es el de fomentar la actividad física en todas sus manifestaciones en especial el ciclismo. Participar activamente en la sociedad relacionándose con instituciones y escuelas de la ciudad, provincia y nación.[18]
- El Club Atlético Unión (Sunchales), es un club polideportivo, social y cultural de la ciudad que fue fundado el 2 de abril de 1948.[19] Esta institución organiza en la primera quincena del mes de octubre, desde el año 1985 la Fiesta Nacional del Fútbol Infantil. Durante un fin de semana, niños y jóvenes de todo el país se dan cita, con el fin de participar de un torneo de fútbol. El notable crecimiento del evento, hizo que a partir del año 2016 la ciudad de Sunchales fuera declarada Capital Nacional del Fútbol Infantil luego de la promulgación de la Ley N.º 27.255 por parte del Congreso de la Nación Argentina.[20][21][22]
- Guaycurúes Rugby Sunchales, teniendo sus inicios a fines de la década de los 80 y principios de los 90, se conforma legalmente el 29 de diciembre de 2022. Su objetivo es el de propiciar, desarrollar y fomentar entre sus asociados y familiares, deportes amateurs, principalmente rugby y todo otro deporte amateur, como así también eventos sociales, artísticos y culturales.[23][24]

## Localidades y parajes
- Sunchales
- Parajes
  - Colonia El Cisne
  - Colonia La Manuelita
  - Km 129

## Instituciones educativas
- Instituciones de educación secundaria:
  - Colegio San José
  - Instituto Cooperativo de Enseñanza Superior (ICES)
  - Colegio nacional Carlos Steigleder (E.E.S.O N.º 445)
  - Escuela de educación técnico profesional Tte. Benjamín Matienzo.
  - Escuela de educación secundaria orientada N.º 709.

- Instituciones de educación universitaria:[25]
  - ICES - Instituto Cooperativo de Enseñanza Superior
  - CET ATILRA - Centro Educativo Tecnológico
  - ISPI SAN JOSE - Instituto Superior Particular Incorporado N.º 4003
  - SIGLO 21 Centro de Aprendizaje Universitario Sunchales

## Televisión
Canales
- Canal 4 ( https://meridianodigital.com.ar/ )
- TV clasificados
- Wiltel ( wiltel.com.ar )

Televisión
- DirecTV
- Dibox
- Meridiano 83tv (Red Intercable)
- Sunchales DiaxDia 22HD / 8 Analógico

## Personalidades
- Beatriz Actis, escritora, editora y especialista en promoción de la lectura y enseñanza de la literatura
- José Tieri, autor de la música de la «Marcha de las Malvinas» (1939).
- Owen Guillermo Crippa, Aviador Naval. Llevó a cabo el primer ataque contra la flota colonialista del Reino Unido de Gran Bretaña e Irlanda del norte en 1982. Héroe Nacional de la Guerra Nacional de Malvinas. Condecorado con la Cruz "La Nación Argentina al Heroico Valor en combate", máxima condecoración que otorga la Nación Argentina por su valor, a sus soldados.
- Lula Bertoldi, cantante y guitarrista, perteneciente a la banda Eruca Sativa.
- Marilina Bertoldi, cantante y guitarrista, exlíder de la banda Connor Questa; (hermana de la anterior).
- Chino Volpato, humorista, conductor, músico y productor teatral.
- Paula Ormaechea, tenista profesional.
- Franco Soldano, futbolista profesional.
- Jonatan Bauman futbolista profesional.
- Jonathan Hansen, Futbolista profesional.
- Alam Ivan Aguilar, trabajador ONG inmigración europea.
- Adrián Noriega, locutor y periodista.
- Carina Radilov Chirov, docente de literatura y escritora
- Eduardo Mosso, escritor y docente argentino.
- Enzo Rotania, creador de la primera cosechadora automotriz.
- César "Lobo" Castillo, músico y docente sunchalense
- Carmen de la Cruz Questa, especialista en desarrollo e igualdad de género.
- Nicolás Weinstein Rudoy Emigró a Chile donde estudió Química y Farmacia. Fundó laboratorios Recalcine (1927), hoy CFR, conglomerado con presencia mundial.

## Parroquias de la Iglesia católica en Sunchales
| Diócesis  | Rafaela             |
| --------- | ------------------- |
| Parroquia | San Carlos Borromeo |

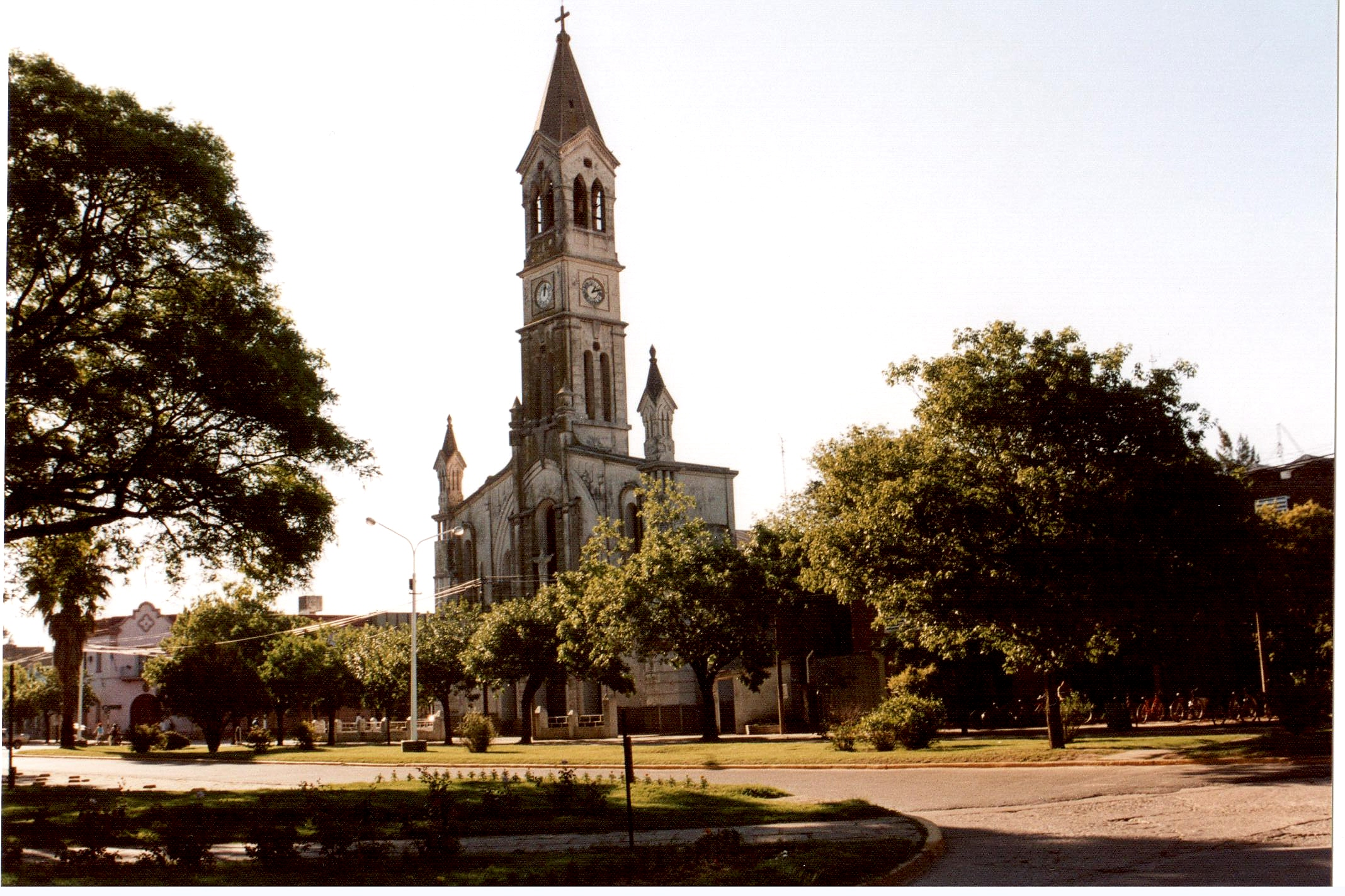
Parroquia San Carlos Borromeo

El impulsor de la construcción fue el Padre Cayetano Montemurri, sus restos descansan actualmente dentro de la parroquia, quien en 1890 conformó la Comisión Pro Templo. Se construyó entre los años 1894 y 1896, sin las torres. En los sucesivos años se fue ampliando y reformando hasta que en el año 2013 a 125 años de la Fe en la ciudad se realizó la última reforma del Templo quedando su interior como luce en la actualidad. En dicho año se la incorpora al Patrimonio Cultural de Sunchales.
El 4 de noviembre de cada año se realiza la celebración de las fiestas patronales en conmemoración al Santo Patrono (San Carlos de Borromeo). El 28 de octubre de 1980 se declara día no laborable con carácter permanente mediante la Ordenanza N.º 294/1980. Posteriormente la misma es derogada y reemplazada por la Ordenanza N.º 3117/2023 trasladando al asueto al 19 de octubre de cada año, fecha de la declaración de la ciudad de Sunchales.

## Hermanamientos
- Rivarolo Canavese (1997)[30][31]
- Mondragón (2007)[30][32]
- Nova Petrópolis (2010)[30][33][34]